# South Strathfield, New South Wales
South Strathfield este o suburbie în Sydney, Australia.